# Смычка (якоря)
Смы́чка я́корной цепи или просто смы́чка — сегмент якорной цепи длиной 25—27 метров с диаметром от 13 до 100 мм, состоящий из нечётного количества общих звеньев.

## Якорная, промежуточная и коренная смычки
Смычку, которую крепят к якорю называют «якорной», смычку, которую крепят к судовому оборудованию (устройству для отдачи якоря) — «коренной», а все остальные — «промежуточными». Коренную и якорную смычки для предотвращения скручивания обычно оснащают вертлюгами. В одной якорной цепи количество промежуточных смычек, как правило, варьируется от 2 до 10. Обычно, на свободных концах всех смычек устанавливают увеличенные концевые звенья.
В большинстве судовых конструкций якорная смычка состоит из вертлюга, концевого звена и минимального количества общих и увеличенных звеньев, необходимых для формирования самостоятельного отрезка цепи. Вертлюжный штырь всегда обращают в направлении к середине цепи, соединение с якорем производят при помощи якорной скобы. Коренная смычка начинается со специального звена увеличенных размеров (жвака-галса), которое обеспечивает контакт с устройством отдачи цепи. Вслед за концевым звеном крепят такое количество обычных и увеличенных звеньев, чтобы оформился самостоятельный отрезок цепи.
Для формирования полноразмерной цепи смычки скрепляют друг с другом соединительными скобами. При повреждении одной из них, её можно легко заменить, не затрагивая соседних смычек. Для этого, на каждом плавсредстве должны быть предусмотрены: 1 запасная якорная смычка, 1 запасная концевая скоба и 2 запасных соединительных звена.